# Metropia
Metropia är en svensk-dansk-norsk-finländsk animerad film med regi av Tarik Saleh och manus av Fredrik Edin, Stig Larsson och Tarik Saleh. Medverkande i filmen är bland andra Juliette Lewis, Vincent Gallo, Stellan Skarsgård, Alexander Skarsgård, Sofia Helin och Fredrik Eddari. Filmen är producerad av Kristina Åberg, Atmo. Filmen premiärvisades den 20 november 2009 på Stockholms filmfestival och hade biopremiär den 27 november 2009 i Sverige.

## Handling
Filmen är en dystopisk skildring av Europa år 2024, där oljan i princip är slut och kontinentens tunnelbanenät har byggts samman till ett gigantiskt nät vid namn Metron som drivs av koncernen Trexx.
Filmen handlar om Roger från Farsta, som helst inte vill åka Metron. Han tycker det är obehagligt och han hör röster. En dag kommer Roger makten på spåret och inser att hans liv styrs i minsta detalj. Han försöker bli fri, för det behöver han hjälp av Nina, eller är det så att hon behöver honom.

## Bakgrund
Manusförfattaren Fredrik Edin har berättat att idén till filmen uppstod ur en fantasi kring "hur skulle det se ut om hela världen styrdes av Storstockholms lokaltrafik med dåvarande trygghetschefen Kjell Hultman som envåldshärskare".

## Röster
- Vincent Gallo – Roger
- Alexander Skarsgård – Stefan
- Juliette Lewis – Nina
- Stellan Skarsgård – Ralph
- Sofia Helin – Anna
- Udo Kier – Ivan Bahn
- Shanti Roney – Karl
- Fares Fares – Firaz
- Fredrik Eddahri – Mehmet
- Doreen Månsson – asylsökare
- Indy Neidell – Wayne Marshal
- Joanna Mikolajczyk – röst i tunnelbanan
- Goran Marjanović – asylsökare
- Magnus Skogsberg – Roger's boss
- Lotta Bromé – nyhetsuppläsare
- Annelie Persson – reklam för Trexx
- Sandra Mansson – kontorsskvaller
- Michael Mansson – gamling som köper biljett
- Jon Wigfield – irriterad kund

- Övriga röster – Celestine Davidsson, Michel Voss, David Lenneman, Iacopo Patierno, Leonardo Sedevcic, Krister Linder, Mikael Olsen